# Jeff Koons

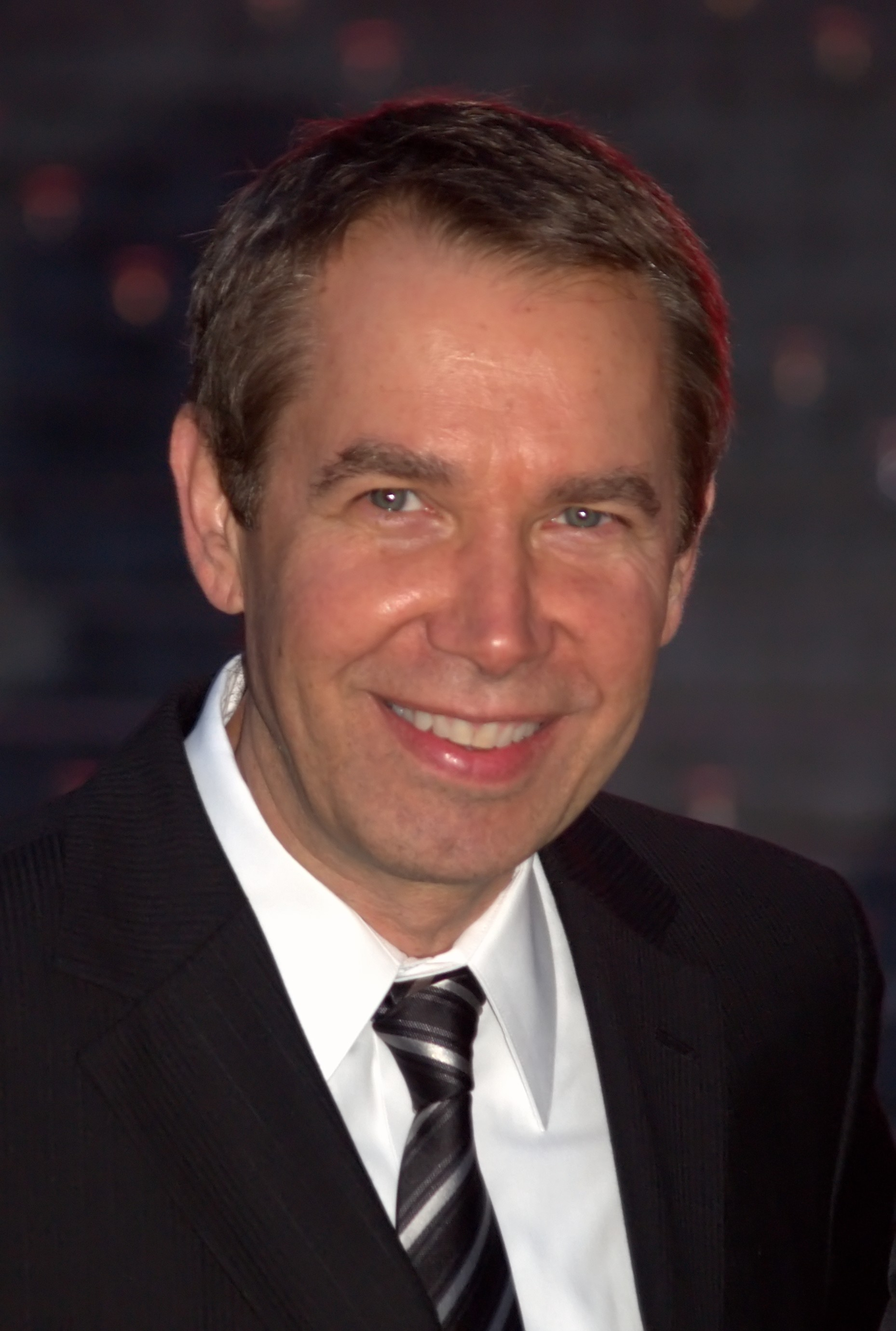
Jeff Koons, 2009

Jeff Koons [dʒɛf kuːnz] (* 21. Januar 1955 in York, Pennsylvania) ist ein US-amerikanischer Künstler.
Koons verwendet Zeugnisse der Konsumkultur als Ausgangspunkte und verfremdet oder imitiert sie. Er bearbeitete so auch Objekte aus der Alltagskunst und der Werbung, greift wie letztere immer wieder auf sexuelle und andere Schlüsselreize zurück. Seine Kunstwerke wandeln aufgrund ihrer ironisierenden Wirkung zwischen Kitsch und Kunst.
Im Mai 2019 wurde im Auktionshaus Christie’s Koons’ Skulptur Rabbit für 91 Millionen US-Dollar versteigert. Sie gilt als das teuerste Werk eines noch lebenden Künstlers.

## Biographie

### Frühe Jahre
Schon als Kind zeigte Koons reges Interesse am künstlerischen Wirken, bekam wöchentlichen Malunterricht und verfolgte früh den Plan, ein Kunststudium aufzunehmen. Sein Vater war Innenausstatter und Besitzer eines Möbelgeschäfts, in welchem der junge Koons an Wochenenden aushalf. Jeff Koons’ Vater hatte nach heutigen Aussagen seines Sohnes eine prägende Wirkung auf sein ästhetisches Empfinden. Er stellte Arbeiten seines Sohnes in seinem Geschäft aus, so dass Jeff Koons bereits als Elfjähriger sein erstes Bild verkaufte. Ab 1972 studierte Jeff Koons am Maryland Institute College of Art in Baltimore, vorübergehend auch an der School of the Art Institute of Chicago (SAIC), wo er im Museum für zeitgenössische Kunst aushalf. 1976 graduierte er zum Bachelor der schönen Künste und zog bald darauf nach New York City. Dort arbeitete er im Museum of Modern Art (MoMA). Er war auch sechs Jahre lang als Warenbörsen-Broker an der Wall Street tätig, vor allem im Baumwollhandel.

### 1979 bis 1988
Seine erste Einzelausstellung fand 1980 im New Museum of Contemporary Art in New York statt.
Bekannt wurde er zunächst durch seine in – mit Leuchtstofflampen beleuchteten – Plexiglas-Vitrinen ausgestellten fabrikneuen Staubsaugern und Poliermaschinen (ab 1979/1980), von der Kritik als „Monumente der Sterilität“ wahrgenommen. Aufsehen erregten ferner seine Wassertanks mit schwebenden Basketbällen (1981–1985). Für die technische Umsetzung seiner Projekte arbeitete Koons auch schon mit Wissenschaftlern, unter anderem mit dem Physik-Nobelpreisträger Richard Feynman, und mit Kunsthandwerkern zusammen. Der naive Appeal vieler seiner Werke kontrastiert so mit der Aura professioneller Manufaktur. Auch daher kann Koons zu den Neo-Konzept-Künstlern gerechnet werden. Andere bezeichnen ihn als Schöpfer sogenannter postironischer Kunst; in den 1980er-Jahren galt er außerdem noch als Vertreter des Neo-Geo-Stils. Er verwendete fast alle verfügbaren Medien und Formate bildender Kunst: Malerei, Installation, Fotografie und Skulpturen – letztere aus Holz, Marmor, Glas oder rostfreiem Edelstahl. 1985 kaufte der zyprische Kunstsammler Dakis Joannou sein erstes Bild von Koons für 2700 Dollar, später wurde er zum begeisterten Sammler seiner Werke und baute die größte Jeff-Koons-Sammlung auf.
Weitere Werke waren dann mit Alkohol befüllte, spiegelnde Edelstahlkaraffen unterschiedlicher gegenständlicher Form. Koons arbeitete hier mit Bourbon Whiskeyproduzenten zusammen. Eines der bekanntesten mit Whiskey gefüllten Werke der 1986 entstandenen Luxury-&-Degradation-Serie ist der Jim Beam - J.B. Turner Train; ein Zug, der aus sieben Waggons besteht und auf einer gerade verlaufenden Schiene platziert wurde. In Anlehnung an die Werkserie Luxury & Degradation entstand im gleichen Jahr Statuary: eine Serie, die aus zehn Edelstahlobjekten besteht. Jede Skulptur wurde in einer Edition aus drei Objekten und einem Artist’s Proof hergestellt. Vorlagen waren Alltagsgegenstände und Nippesfiguren, wie man sie in Souvenirläden oder auf Wohnzimmerregalen finden kann. Mit Statuary behandelt Koons unterschiedliche Gesellschaftsthemen und -schichten. Auf der einen Seite repräsentieren Objekte wie Mermaid Troll, Cape Codder Troll oder Bob Hope die Unterschicht bzw. die breite Masse. Auf der anderen Seite können Louis XIV., Italian Woman und French Coach Couple als Vertreter der Oberschicht gezählt werden. Zur Statuary-Serie gehört auch der bekannte Rabbit. Bei der Ausführung von Rabbit orientierte sich Koons an einem aufblasbaren Kunststoffhäschen aus Vinyl. Wahrscheinlich handelt es sich dabei um das rosafarbene Häschen aus Inflatable Flower and Bunny (Tall White, Pink Bunny) aus der 1979 entstandenen Inflatables-Serie. Die Runzeln an den langen Ohren und die Nähte, besonders an den Beinen sowie das Luftventil auf der Rückseite des Kopfes erinnern noch an ein aufblasbares Objekt und suggerieren damit Leichtigkeit. Mit rostfreiem Edelstahl als Material überträgt Koons damit das leichte, aber vergängliche Vinyl in ein massiveres, schwereres und dauerhaftes Objekt. Ein wichtiger Aspekt von Rabbit ist die spiegelnde Oberfläche des polierten Edelstahls. Die Spiegelbilder werden durch die konvexen Wölbungen des Kopfes und des Bauches entweder gestaucht oder verzerrt. Außerdem spiegeln sich in Rabbit nicht nur Personen und Objekte, sondern auch die Farben der Umgebung. Unter der Mitarbeit Koons’ wurde die Figur des Rabbit 2007 in einen überdimensionalen Helium-Ballon übertragen und bei der Macy’s Thanksgiving Day Parade durch die Straßen New Yorks gezogen. In den Jahren 2005 bis 2009 entwickelte Koons zusammen mit der britischen Modedesignerin Stella McCartney sowohl eine Halskette als auch ein Armband, an denen jeweils ein „Miniatur-Rabbit“ hängt. Rabbit wurde schon als „Ikone der späteren Moderne“ bezeichnet. Das wurde Anfang Mai 2019 bestätigt, als Christie’s dieses Werk aus der Sammlung des 2017 verstorbenen Verlegers S. I. Newhouse junior für 91,1 Millionen Dollar versteigern konnte, was den alten Rekord des Balloon Dog weit übertrifft, der 2013 bei Christie’s für 58,4 Millionen US-Dollar versteigert wurde.
Die Serie Statuary brachte Koons nach München. Nach dem Rabbit aus Edelstahl wollte er mit anderen Materialien arbeiten, fand aber in den USA keine Handwerker. Er lebte in der Folge mehrere Jahre in der Stadt und fand die Vorlagen für seine „Banality“-Serie im bayerischen Kunsthandwerk und vielen kleinen Läden.
Eines von Koons’ Werken dieser Zeit versprach bereits in seinem Titel die „Einführung von Banalität/Alltäglichkeit“ - Ushering in Banality zeigte ein dekorativ-kitschiges Schwein, begleitet von kleinen Putten und vorangetrieben von einem kleinen Jungen. Koons strebte mit seiner Kunst immer nach dem großen Publikum. Beispielsweise gehören seine Arbeiten in China zu den meistkopierten Kunstwerken.

### 1988 bis 1999

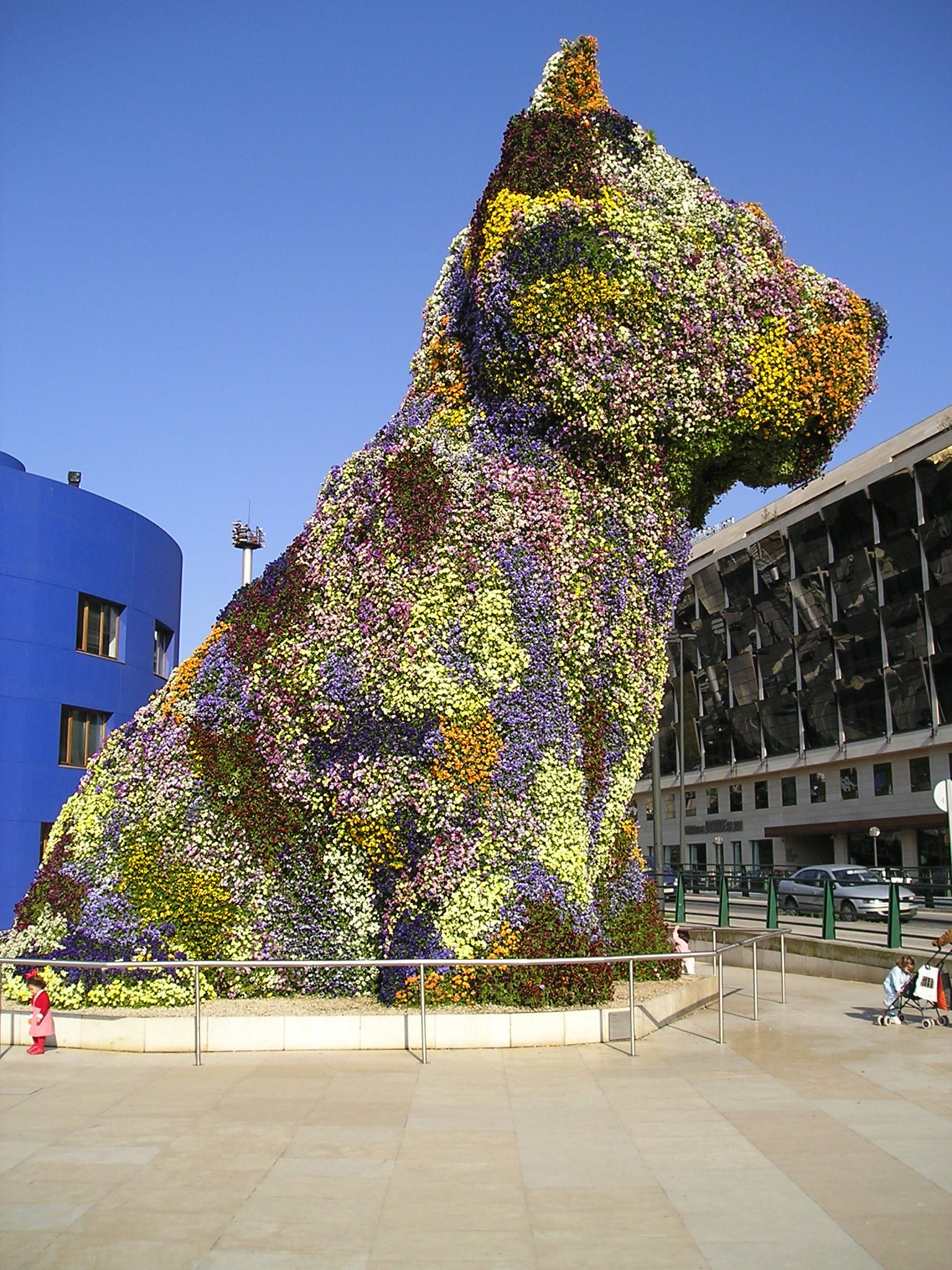
Puppy: Jeff Koons’ Hundewelpe vor dem Guggenheim-Museum in Bilbao, 1992

Von italienischen Fachkräften ließ Koons 1988 die Porzellanskulptur Michael Jackson and Bubbles anfertigen. Im gleichen Jahr fertigte ein Bildschnitzer in Südtirol aus Holz die 167 Zentimeter hohe Holzfigur Buster Keaton, die 2011 zur Sammlung Ileana Sonnabend gehörte.
Für seine Werkserie „Made in Heaven“ ging Jeff Koons um 1990 eine Kooperation mit der ungarisch-italienischen Politikerin und Pornodarstellerin Cicciolina (Ilona Staller) ein, 1991 wurde die Heirat des Paares bekannt. Es entstanden Porzellanbüsten der beiden sowie Fotoarbeiten, die intime und explizite Sexszenen zeigen. Die Medienwirkung war immens. Koons hat diesen Abschnitt seines Schaffens auch als „befreiend“ bezeichnet; vielleicht meinte er damit den Abschied vom „braven Buben“-Image, welches ihm in der Kunstszene bis dahin angehangen hatte. Nach den ersten veröffentlichten Aktfotos trainierte er jedenfalls vermehrt in Fitnessstudios und galt bald als „Gym-Dandy“.
Koons war inzwischen einer der höchstgehandelten lebenden Künstler geworden, seine Edelstahlskulpturen erzielten bereits Stückpreise von mehreren Millionen Dollar. 1992 überraschte er am Rande der Documenta IX – zu der er nicht offiziell als Künstler eingeladen war – mit dem Werk „Puppy“, einem zwölf Meter hohen „Hündchen“ bestehend aus 17.000 Blumen. Das Werk wurde im Hof des Residenzschlosses Arolsen und vor dem Guggenheim-Museum Bilbao aufgestellt.
Die Ehe mit Ilona Staller wurde bereits im selben Jahr geschieden; aus der Verbindung ging ein Sohn hervor, um dessen Sorgerecht sich ein Rechtsstreit entwickelte, in dessen Folge er als Mitglied bei der International Centre for Missing & Exploited Children mit dem Koons Family Institute on International Law and Policy einen Forschungszweig in der Kinderschutzorganisation aufbaute.

### Seit 2000

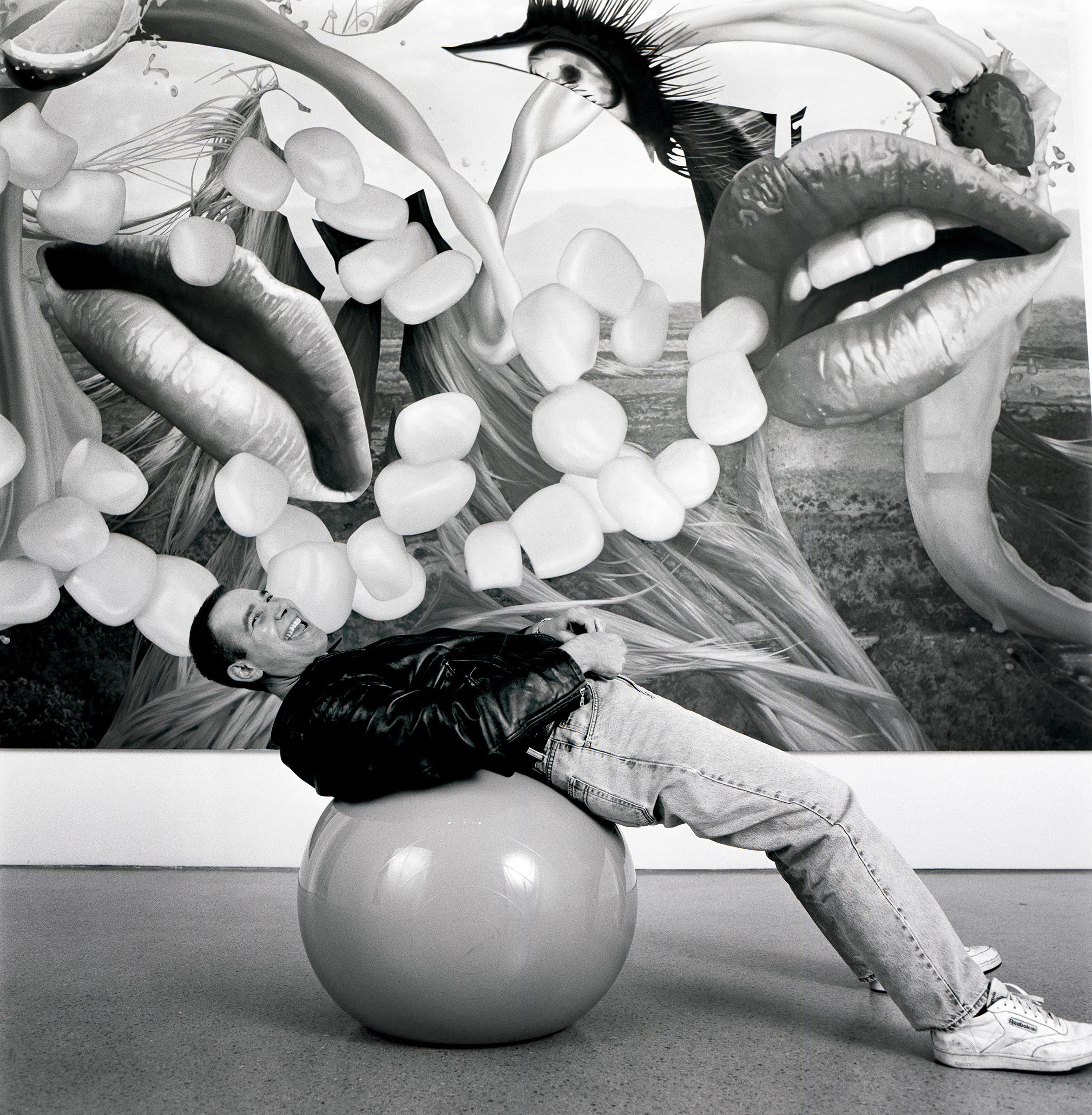
Jeff Koons vor einem Bild der Easyfun-Serie (2000)

Zwischenzeitlich zog sich Koons einige Jahre vom Kunstbetrieb zurück. Die Deutsche Guggenheim in Berlin zeigte im Jahr 2000 Koons neue Werkserie Easyfun-Ethereal: aus Zeitschriftenwerbung zusammengesetzte und mit elektronischer Bildbearbeitung entstandene Collagen, malerisch großformatig und fotorealistisch auf Leinwand übertragen. Laut Kritik zelebrierten die aus Hochglanzabbildungen von Nahrungsmitteln und weiblichen Schlüsselreizen montierten, irritierenden Bilder kindliche Vergnügungen und erwachsenes sexuelles Begehren gleichzeitig. 2003 entstand die Skulptur Monkeys (Chair). Für eine Sammlerausgabe zu Ehren von Muhammad Ali gestalte Koons 2004 die Skulptur Radial Champs, die aus einem Autoreifen, einem aufblasbaren Delfin und einem Holzhocker besteht. 2005 wurde er in die American Academy of Arts and Sciences gewählt. Zudem war er 2008 neben Sean Penn in dem Film „Milk“ zu sehen, in dem er den kalifornischen Politiker Art Agnos spielte.
Für die Saison 2007/2008 in der Wiener Staatsoper gestaltete er im Rahmen der von museum in progress konzipierten Ausstellungsreihe „Eiserner Vorhang“ das riesige Großbild (176 m²) „Geisha“.

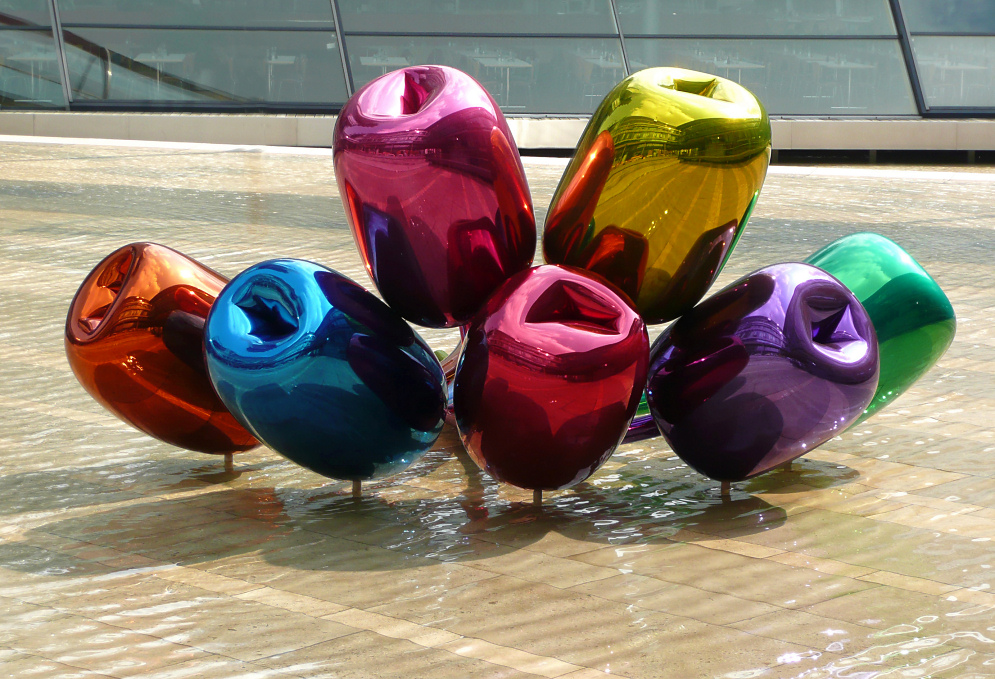
Tulips: Jeff Koons’ Tulpenstrauß im Verwaltungsgebäude der Nord/LB in Hannover, 2010

Im Jahre 2010 entwarf er für BMW das neueste BMW Art Car, ein BMW M3 GT2, das mit den Fahrern Dirk Müller, Andy Priaulx und Dirk Werner am 24-Stunden-Rennen von Le Mans teilnahm; dem Fahrzeug war dabei kein sportlicher Erfolg beschieden.

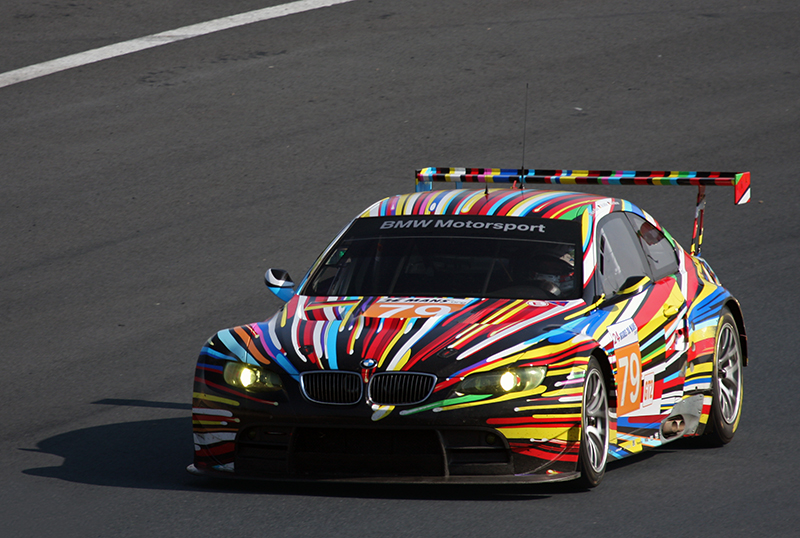
Von Jeff Koons gestalteter BMW M3 GT2

Im Dezember 2012 gab Philippine de Rothschild bekannt, dass Koons das Etikett für den Jahrgang 2010 von Château Mouton-Rothschild gestaltet.
Im Oktober 2013 gestaltete Koons das Cover für das Album Artpop von Lady Gaga.
Im selben Jahr begann er mit der Arbeit an seiner aktuellen Serie Gazing Ball, die aus rund 40 Gemälden (Öl auf Leinwand, Zierkugel aus Glas) und 20 Gipsplastiken (Gipsputz, Zierkugel aus Glas) besteht. Koons erschuf Repliken und Abgüsse bekannter Kunstwerke von hohem kunsthistorischen Wert, wandelte sie in Farbe und Größe ab und fügte eine dunkelblaue, reflektierende Dekokugel (englisch: gazing ball) hinzu, die sowohl das Werk als auch das Bild des Betrachters verzerrt spiegelt. Die Werke zeigen größtenteils Darstellungen antiker mythologischer Themen.
2019 entstand im Auftrag der früheren US-Botschafterin in Frankreich die über 12 Meter hohe Skulptur Bouquet of Tulips auf dem Pariser Place de Tokyo zwischen dem Musée d’art moderne de la Ville de Paris und dem Palais de Tokyo. Das Werk besteht aus Bronze, rostfreiem Edelstahl sowie Aluminium und erinnert an die Pariser Terroropfer von Charlie Hebdo und vom 13. November 2015.

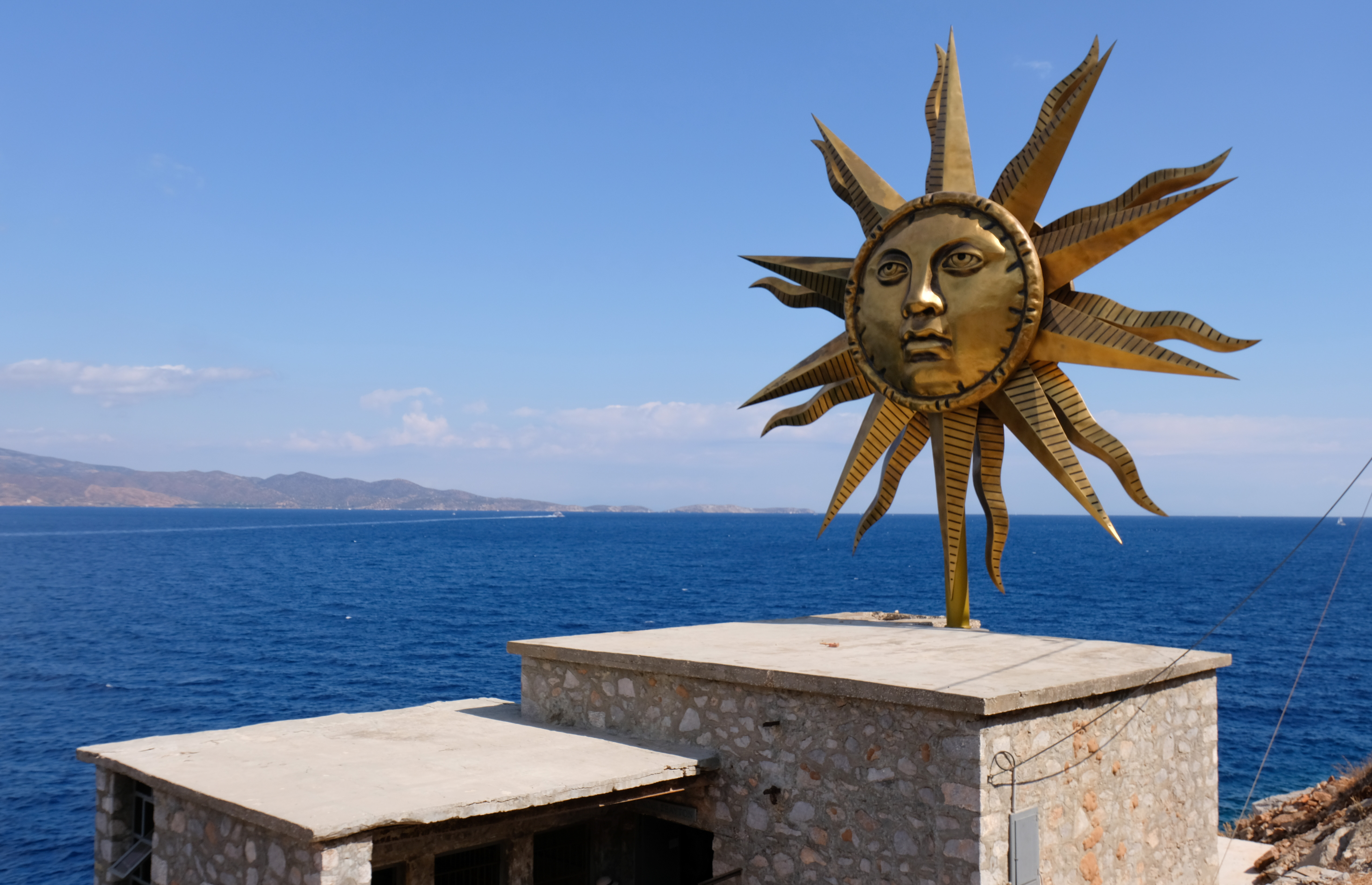
Der Apollo Windspinner in Hydra (2022)

2022 zeigte Koons auf Einladung der Deste Foundation im Hafenort der griechischen Insel Hydra die Installation „Apollo“: Während sich auf dem Dach eines alten Schlachthauses eine über 9 Meter große Sonnenskulptur dreht, wird im Inneren des Gebäudes u. a. eine 2 Meter große Statue des Gotts Apollo gezeigt. Das Original dazu steht im British Museum, Koons Version wurde von seinen Mitarbeitern ähnlich bunt bemalt, wie es in der Antike nach neueren Erkenntnissen üblich war.

### Urheberrecht
Koons wurde mehrfach wegen Urheberrechtsverletzungen verurteilt. So verlor er 1992 im Fall Roger v. Koons wegen einer Fotografie, die er in eine Skulptur verwandelt hatte und in zwei weiteren Fällen 1993.
2006 hatte ein US-Gericht die Rechtmäßigkeit der Integration einer geschützten Photographie in eine Collage von Koons zu beurteilen. Es kam zu dem Schluss, es handle sich um Fair use.
2011 verlor Koons einen Fall, in dem er einer Galerie Copyright-Verletzung vorwarf, weil sie aus Ballonen geknüpfte Hunde verkaufte. Eine aufblasbare riesige Ballerina von Koons sieht aus wie eine Porzellanfigur von der Ukrainerin Oksana Zhnykrup aus dem Jahr 1974. Er hatte ursprünglich angegeben, Inspirationsquelle sei eine Porzellanfigur aus dem 19. Jahrhundert gewesen. Als das Kopieren bekannt wurde, sagte er, er habe eine Lizenz. Jedoch wird bemängelt, dass er nicht klar benannt hatte, wo er kopiert hat.
2021 hat ein Pariser Berufungsgericht Koons zu 190.000 € Schadensersatz verurteilt. Der Werbefachmann Franck Davidovici hatte geklagt, weil seine Idee für die französische Modemarke Naf Naf in der Porzellan-Skulptur „Fait d’hiver“ ohne Lizenz verarbeitet wurde.

## Koons und die Kunstszene
Koons distanzierte sich in Selbstaussagen von der Appropriation Art, der doch viele seiner Praktiken und Gesten unübersehbar entstammen. Nach Koons wendet diese Kunstrichtung illegale oder halblegale Aneignungsverfahren an, während er, beschlagen im Kunstmarketing und Wirtschaftsleben, sich stets um professionelles Rechtemanagement bemüht habe. Tatsächlich war jedoch gerade Koons in einen ziemlich spektakulären Urheberrechtsprozess verwickelt, den er auch verlor.
Die Einflüsse, welche in Koons bildnerisches Wirken eingingen, sind vielfältig. Sie reichen vom Barock und Rokoko über Dada und Surrealismus bis zur Pop Art und Konzeptkunst. Explizit positiv äußerte sich Jeff Koons beispielsweise über Salvador Dalí, zu dem er schon als junger Künstler Kontakt gesucht hatte, und über Roy Lichtenstein.
1998 veröffentlichte Rainald Goetz ein Theaterstück mit dem Titel „Jeff Koons“.

## Einzelausstellungen (Auswahl)
- Jeff Koons at the Ashmolean, Ashmolean Museum, Oxford, 7. Februar bis 9. Juni 2019
- Jeff Koons, Gagosian Gallery, Los Angeles, 27. April bis 18. August 2017
- Jeff Koons: Now, Newport Street Gallery, London, 18. Mai bis 16. Oktober 2016
- Jeff Koons: A Retrospective, Whitney Museum of American Art, New York, 27. Juni bis 19. Oktober 2014[50][51]
  - danach: Jeff Koons, La Rétrospective, Centre Pompidou, Paris, 26. November 2014 bis 27. April 2015 und vom 5. Juni bis 27. September 2015, Guggenheim-Museum Bilbao
- Jeff Koons. The Painter & The Sculptor, Schirn Kunsthalle Frankfurt & Liebieghaus, Frankfurt am Main, 20. Juni – 23. September 2012[52]
- Jeff Koons, Fondation Beyeler, Basel, 13. Mai – 2. September 2012
- Popey Series, Serpentine Gallery, London, 2. Juli – 13. September 2009
- Jeff Koons Celebration, Neue Nationalgalerie, Berlin, 31. Oktober 2008 – 8. Februar 2009
- Jeff Koons Versailles, im Schloss Versailles, 2008
- Retrospektiv, Astrup Fearnley Museet for Moderne Kunst, Oslo, 2004
- Jeff Koons: Highlights of Twenty-Five Years, C&M Arts, New York, 2004
- Backyard, Galerie Max Hetzler, Berlin, 2004
- Sonnabend Gallery, New York, 2003
- Museo Archeologico Nazionale, Neapel, 2003
- Jeff Koons. Bilder / Pictures 1980–2002, Kunsthalle Bielefeld, Bielefeld, 2002
- Easyfun-Ethereal, Guggenheim Museum, New York; 25th São Paulo Biennial, 2002
- Autour du Mondial, Grimaldi Forum, Monaco; Gallery Hyunay and Chosun Ilbo Art Museum, Seoul, 2002
- Jeff Koons, Kunsthaus Bregenz, Bregenz, 2001
- Edinburgh, Guggenheim Museum, Bilbao, 2001
- Easyfun-Ethereal, Fruitmarket Gallery, Edinburgh, Guggenheim Museum, Bilbao, 2001
- New Paintings, Gagosian Gallery, Los Angeles, 2001
- Easyfun-Ethereal, Deutsche Guggenheim, Berlin, 2000
- Puppy, Rockefeller Center, New York, 2000
- Sonnabend Gallery, New York, 1999
- Guggenheim Museum, Bilbao, Spanien, 1997
- Anthony d’Offay Gallery, London, 1994
- Staatsgalerie Stuttgart, Stuttgart, 1993
- Made In Heaven, Galerie Lehmann, Lausanne, Schweiz, 1992
- Made In Heaven, Christophe Van de Weghe, Brüssel, Belgien, 1992
- Jeff Koons, San Francisco Museum of Modern Art, San Francisco, USA, 1992
- Jeff Koons, Walker Art Center, Minneapolis, USA, 1992
- Jeff Koons, Stedelijk Museum, Amsterdam, Niederlande, 1992
- made for Arolsen, Bad Arolsen, 1992[53]
- Made In Heaven, Sonnabend Gallery, New York, 1991
- Made In Heaven, Galerie Max Hetzler, Köln, 1991
- Jeff Koons - Nieuw Werk, Galerie 'T Venster, Rotterdamse Kunststichting, Rotterdam, Niederlande, 1989
- Jeff Koons, Museum of Contemporary Art, Chicago, USA, 1988
- Banality, Sonnabend Gallery, New York, 1988
- Banality, Galerie Max Hetzler, Köln, 1988
- Banality, Donald Young Gallery, Chicago, USA, 1988
- The New: Encased Works 1981–1986, Daniel Weinberg Gallery, Los Angeles, USA, 1987
- Luxury and Degradation, International With Monument Gallery, New York, 1986
- Luxury and Degradation, Daniel Weinberg Gallery, Los Angeles, USA, 1986
- Equilibrium, International With Monument Gallery, New York, 1985
- Equilibrium, Feature Gallery, Chicago, USA, 1985
- The New (window installation), The New Museum of Contemporary Art, New York, 1980